# Edifício Ford (San Diego)
O Ford Building é uma estrutura moderna e simplificada no Balboa Park, em San Diego, Califórnia, que abriga o Museu do Ar e Espaço de San Diego . Foi construído pela Ford Motor Company para a Exposição Internacional do Pacífico da Califórnia, realizada em 1935 e 1936. A empresa construiu cinco edifícios de exposição para feiras mundiais, e esta é a última estrutura remanescente.

## Design e construção
O arquiteto do edifício foi o designer industrial estadunidense Walter Dorwin Teague. Foi projetado para lembrar um motor V8, consiste em dois círculos de tamanhos diferentes no formato de um "8" e, no pátio do círculo maior, uma grande fonte tem o formato do logotipo do Ford V8. As luzes no pátio ("Pavilhão do Voo") têm o formato de válvulas. Ao longo da parede interna do anel externo há um mural que descreve a história do transporte, abrangendo desde os tempos dos caçadores-coletores até 1935. O último painel do mural foi deixado aberto para que o artista retratasse sua visão do futuro do transporte depois de 1935, que ainda é visível hoje.
Inicialmente, a Ford queria que o edifício fosse uma torre de 60 metros, mas com o edifício perto da rota de voo dos aviões que chegavam ao Aeroporto Internacional de San Diego, foi rebaixado para 27,5 metros. O tamanho também foi reduzido para 18.288 metros quadrados, dos 34.442 metros quadrados inicialmente propostos.
O local para a construção seria inicialmente próximo ao Pavilhão do Órgão Spreckels, mas mais tarde foi decidido que seria construído na área de Palisades do parque. A construção levou 11 meses para ser concluída. O salão principal de exposições era uma estrutura de concreto e gesso emoldurada por aço.

## História
A Ford foi a principal expositora e investiu US$ 2 milhões no espaço de 45 000 pés quadrados (4 200 m2), sendo 296 pés (90 m) de diâmetro do edifício para expor seus veículos e outras formas de transporte. Durante a exposição, a Ford montou automóveis ao longo dos anéis externos e usou a área do pátio para exibir os mais recentes. Os veículos recém-montados saíam pelas grandes portas do lado oeste. Além disso, uma pista de testes foi montada na colina atrás do edifício, onde os visitantes podiam fazer um test drive em um dos veículos.
Ao final da exposição, 2,5 milhões de pessoas visitaram o edifício e as suas exposições. A Ford doou o edifício à cidade de San Diego quando a exposição terminou, em novembro de 1935. A cidade decidiu estender a exposição até o ano seguinte e renomeou o edifício como "Palácio do Transporte", para exibir exposições relacionadas. Quando a exposição de 1936 terminou, foi fechado e ficou indisponível ao público até 1980, quando o Museu do Ar e do Espaço de San Diego foi inaugurado.
Com o edifício vazio, a Guarda Nacional armazenou temporariamente artilharia antiaérea, caminhões e holofotes. Durante a Segunda Guerra Mundial, o Balboa Park foi renomeado para Camp Kidd, e foi usado como treinamento da Marinha, dos quartéis e das enfermarias. O Edifício Ford foi usado ainda para treinamento de mecânicos em reparo e soldagem de aeronaves, de 1941 a 1946. A Convair cogitou usar o edifício para a construção de B-24 Liberators até perceber que o edifício era muito pequeno para acomodar a grande envergadura do avião.
Do final da década de 1940 até a de 1960, o edifício foi usado como depósito para a Starlight Civic Opera e para o departamento de Parques e Recreação de San Diego. A essa altura, o edifício estava em más condições e uma comissão de 1960 recomendou que fosse demolido. No final daquela década, foi usado como estúdio temporário para o grupo de artistas chicanos Los Toltecas en Azatlán. Em 1973, vários grupos de San Diego trabalharam para que o edifício fosse listado no Registro Nacional de Lugares Históricos, evitando que fosse destruído.

## O Estúdio de Los Toltecas em Aztlán
Em 1968, o Departamento de Parques e Recreação de San Diego deu ao artista chicano Salvador Roberto Torres permissão para usar o então abandonado Edifício Ford como estúdio por seis meses. Torres acabou convidando outros artistas chicanos para o prédio e eles acabaram formando Los Toltecas en Azatlán. Em 1970, o grupo propôs criar o El Centro Cultural de la Raza, em um esforço para manter o edifício como um espaço de produção cultural. A proposta foi negada pelo governo da cidade de San Diego, mas Los Toltecas en Azatlán decidiram permanecer e ocupar o edifício até 1971, quando a cidade concordou em usar outro espaço para o proposto centro cultural chicano dentro do Balboa Park.

## Museu do Ar e do Espaço de San Diego
Durante o processo de inclusão do edifício no Registro Nacional, o Conselho Municipal de San Diego recomendou que ele fosse usado como nova sede do Museu Aeroespacial de San Diego, agora conhecido como Museu do Ar e Espaço de San Diego. Depois que sua localização anterior no antigo Edifício Elétrico foi incendiada em 1978, o Edifício Ford foi remodelado para abrigar o museu a um custo de US$ 8 milhões e inaugurado em 28 de junho de 1980. O museu usa o pátio temático da Ford para casamentos, bailes, festas e outras ocasiões.